# 잎맥

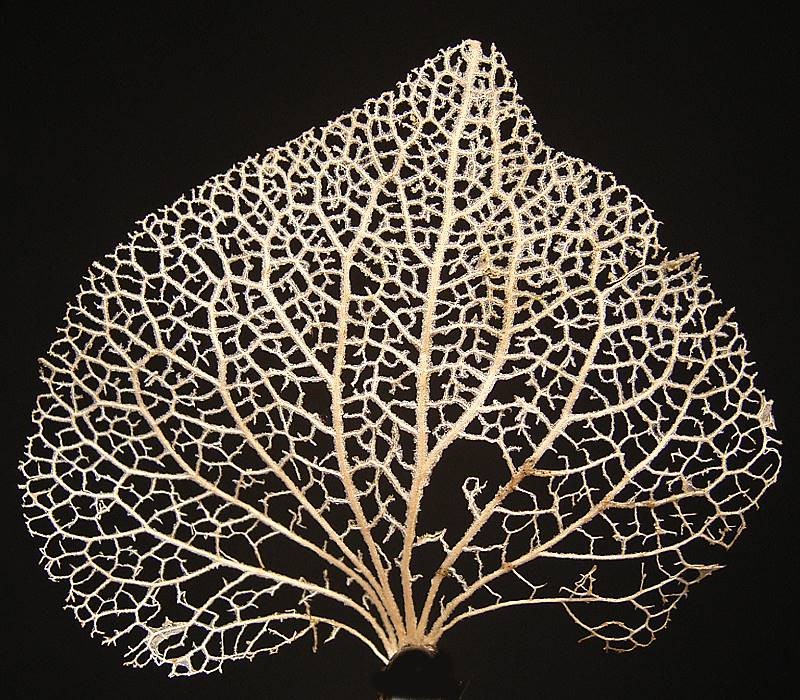
수국 잎의 그물맥

잎맥은 식물의 잎에 있는 그물 모양의 조직이다. 줄기의 관다발과 연결되어 물질 통로 역할을 한다.
크게 두갈래맥, 나란히맥, 그물맥의 3가지로 나눌 수 있다. 두갈래맥은 대부분의 양치식물에서 볼 수 있다. 1개의 잎맥이 2개로 갈라지고 다시 두 줄씩으로 갈라져 가는 형태인데, 이것의 전형은 겉씨식물의 은행잎에서 나타난다. 이와 같은 두갈래맥은 원시적인 분지 방법으로 간주되고 있다. 나란히맥은 외떡잎식물에서 볼 수 있으며, 주된 잎맥들은 작은 결합맥으로 연결되어 있다. 한편, 그물맥은 보통 쌍떡잎식물에 존재하는데, 주맥(중륵맥)이 두드러지게 나타나며, 여기에서 잎 가장자리를 향해 주된 잎맥이 깃꼴로 갈라져 나온 잎맥을 깃꼴맥(벚나무), 몇 줄의 잎맥이 손바닥을 벌린 것처럼 갈라져 나온 잎맥을 손꼴맥(단풍나무)이라 한다. 이 밖에 차례차례 옆으로 붙어가는 새발꼴맥(버즘나무)도 있다.